# 빈지노
빈지노(영어: Beenzino, 본명: 임성빈, 1987년 9월 12일 ~ )는 대한민국의 래퍼이다. 활동명 빈지노는 미국의 래퍼 벤지노와 본명 임성빈의 '빈'자를 합쳐서 만들었다. 2008년 여러 아티스트들의 곡에 피쳐링 하며 이름을 알린 그는, 2009년 피스쿨의 음반 《Daily Apartment》 객원 래퍼로 참여하였고, 이후 2010년 비트박스 DG와 핫클립, 시미 트와이스와 재지팩트를 결성하여 활동하였다. 이듬해 도끼와 더 콰이엇이 설립한 일리네어 레코즈와 계약을 맺었다. 이후 첫 솔로 음반인 《2 4 : 2 6》을 발매한 뒤 주목받는 아티스트가 되었다. 그리고 독일의 여자 모델인 스테파니 미초바와 결혼했다.
이후 싱글 "Dali, Van, Picasso"를 발매하여 각종 음원 차트를 휩쓸었고, 2014년 5월 일리네어 레코즈 컴필레이션 음반 11:11 발매 후 두 번째 EP 음반 Up All Night EP를 발매하였다. 2015년 《4가지쇼》 출연 후 싱글 《어쩌라고》를 발매하였으며, 하반기에는 싱글 《Break》와 《We Are Going To》를 발매하였고 2016년 첫 정규 음반 《12》를 발매하였다.

## 생애 및 경력

### 1987 - 2008: 유년 시절 및 경력 초기
빈지노는 1987년 9월 12일에 태어났다. 초등학교 3학년 시절 아버지와 뉴질랜드로 떠나 3년간 유학 생활을 하였는데, 이 때부터 힙합에 빠져 가사를 쓰기 시작하였다. 부모님의 이혼으로 한국으로 돌아와 경기도 양평에서 초, 중학교를 다녔고 화가였던 어머니의 영향을 받아 미술을 하기 시작하였다. 이후 서울예술고등학교를 거쳐 서울대학교 조소과에 입학하였다. 처음에 그는 혼자서 작업하였으나 우연히 힙합 커뮤니티인 디시트라이브에 곡을 게시 후, 사이먼 도미닉으로부터 연락을 받았고, 계기로 피스쿨의 음반 Daily Apartment에 객원 래퍼로 참여하게 되었다. 이후 2008년, 이웃 학교 친구였던 시미 트와이스와 재지팩트를 결성하였고 2009년부터 무료 싱글 배포 및 에픽하이, 오버클래스 등 여러 아티스트 음반 및 곡에 피처링하며 인지도를 높였다.

### 2008 - 2011: 핫클립과 재지팩트
2010년 6월 4일, Simon D의 제안으로 비트박스 DG와 함께 퍼포먼스 그룹 핫클립을 결성, 동명의 믹스테잎을 토렌트로 배포하였다. 또한 같은 해 발매된 컴필레이션 음반인 Blue Brand Vol.2: Trauma에도 참여하였다. 이후 10월 26일, 재지팩트로서 첫 음반인 Lifes Like를 발매하였다. 참여진으로 션이슬로, 버벌 진트, 도끼 등이 참여하였고 14곡이 수록되었다. 이듬 해 8월 싱글 "Always Awake"를 발매하였고, 10월에는 "Big"을 발매하였다. 개인적으로도 피처링 활동을 계속하였는데 슈프림 팀, 더콰이엇, 버벌 진트, 팔로알토 등 힙합 아티스트의 음반 뿐만 아니라 화요비, 데미캣 등 장르에 구애받지 않고 피처링 참여하였고 2010년 힙합플레이야 어워드 올해의 피처링 아티스트 부문에 선정되었다.

### 2011 - 2012: 일리네어 레코즈 합류
2011년 6월 5일, 도끼와 더 콰이엇이 이끄는 일리네어 레코즈에 합류하였다. 같은 날 발매한 더 콰이엇의 믹스테잎 Back on the Beats Vol.2 수록곡 "Welcome to the Show Remix"를 통해 공개되었다. 레이블 합류 후, 도끼, 더 콰이엇과 함께 투어 활동을 시작하였으며, 다이나믹 듀오, 프라이머리, 리오 케이코아, 비다 로카 등 피처링 활동도 계속하였다. 이듬 해 2년 연속 힙합플레이야 어워드에서 올해의 피처링 아티스트 부문을 수상하였다. 이어 재지팩트 EP 앨범과 솔로 음반 작업 중이라고 밝혔다.

### 2012 - 2014:2 4: 2 6및 Dali, Van, Picasso
2012년 5월 16일, 빈지노가 현재 막바지 진행 중이며 솔로 EP 음반 발매 소식을 알렸다. 이어 23일에는 티저 이미지 공개와 함께 첫 솔로 EP 음반 2 4 : 2 6가 7월 3일에 발매된다고 알렸다. 6월 1일, EP 수록곡 "I'll be Back"을 디지털 싱글로 선 발매하였고, 이어 15일, 두 번째 선공개로 오케이션과 도끼가 참여한 "진절머리"를 발매하였다. 이후 22일, 트랙리스트를 공개하였으며 참여진으로는 다이나믹 듀오, 오케이션, 더콰이엇, 도끼, 시미 트와이스 등이 참여하였다. 이어 네이버 온스테이지에 소개되었으며 10월 14일에는 상상마당 라이브홀에서 음반 발매 기념 콘서트를 가졌다.
이후 이효리, 케이윌, 자이언티, 스윙스 등 음반 피처링 활동과 함께 공연 활동을 하였다. 2013년 10월에는 MBC 《무한도전》 자유로 가요제에 참여하였다. 12월 18일, 1년 반 만에 싱글 "Dali, Van, Picasso"를 발매하였다. 발매 후 주요 음원 사이트에서 1위를 기록하였다. 이어 2013년 힙합플레이야 어워드 올해의 곡 부문을 수상하였다. 그러나 발매 이후인 2014년 1월, 온라인을 통해 표절 논란이 제기되었고 표절이 아닌 샘플링 곡이라 해명 후 2월, 샘플 클리어런스 절차를 밟아 원곡자에게 승인받았다.

### 2014:Up All Night EP
싱글 발매 후, 별 다른 활동이 없던 그는 1월부터 일리네어 레코즈 설립 3주년 기념 투어를 가졌다. 서울, 부산을 비롯, 총 5곳에서 투어를 가졌다. 2차례 선 공개곡을 공개 후 3월, 보도 자료를 통해 오는 4월 23일에 일리네어 레코즈 컴필레이션 음반 11:11을 발매할 것이라고 알렸으나, 제작사 사정으로 30일, 세월호 침몰 사고 후 애도 차 잠정 연기하였다. 이후 음반은 5월 21일 발매되었고 MC 메타, 션이슬로, 자이언티 등이 참여하였다. 이후 정기고, 박재정, 핫펠트를 비롯, 메이슨 더 소울, 알샤인 등 아티스트 곡에 피처링 활동을 하였다.
2014년 7월 16일, 두 번째 EP 음반 Up All Night EP를 발매하였다. 프로듀서 피제이와 함께 디자이너 컬렉션 음악으로 구상하여 만들었다. 발매 직후, 타이틀곡인 "How Do I Look?"의 뮤직비디오를 공개하였다. 온 스타일 《도전! 슈퍼모델 코리아》 출연자와 함께 출연하였으며 디지페디가 감독을 맡았다. 음반은 케이 인디차트에서 1위를 기록하였다. 이어 8월에는 부산과 서울에서 음반 발매 기념 파티, KBS2 《유희열의 스케치북》에 출연하였으며 10월에는 음반 발매 기념 《Jazzy! Camel!, Up All Night!》 콘서트를 가졌다. 이후 에픽하이의 "Born Hater", 토이 Da Capo, 개코와 얀키 싱글 "Cheers"에 참여하였으며 콘서트 객원 참여 및 미국 공연을 갖기도 하는 등 공연 위주 활동을 하였다.

### 2015 - 2016:12
2015년 1월, 삼성 갤럭시 A 런칭과 함께 모델로 선정, 광고에 출연하였으며 2월에는 싱글 "Dali, Van, Picasso"가 제 12회 한국대중음악상 최우수 랩&힙합 - 노래 부문 후보에 올랐다. 빈지노는 또한 지난 1월 도끼에 이어 3월, 엠넷 《4가지쇼 시즌 2》에 출연하였다. 방송에서 피제이와 즉흥적으로 만든 싱글 〈어쩌라고 (So What)〉를 방송 후 공개 및 발매하였는데 싱글은 발매 후 주요 인터넷 음원 차트들에서 1위를 기록하였다. 4월에는, 윤종신의 월간 윤종신 싱글 "The Color"에 참여하였고 이후 김예림, 어반자카파, 프라이머리, 피제이의 음반에도 참여하였다. 5월에는 자신의 아트워크 크루 IAB 스튜디오의 홈페이지를 개설하며 IAB 라이브를 공개하였다. 이후 서울재즈페스티벌, 레인보우 아일랜드 등 페스티벌 참여하였고 7월부터 8월까지 일리네어 레코즈 4주년 투어를 가졌다.
2015년 10월 9일, 정규 음반 첫 공개곡 "Break"을 발매하였고 19일, 디지페디가 연출하고 IAB와 함께 출연한 뮤직비디오를 공개하였다. 이어 부산과 서울에서 한 달 간격으로 콘서트를 개최하였으며, JTBC 《비정상회담》, 《마녀사냥》에 게스트로 출연, 방송 활동을 하였다. 또한 신승훈의 정규 음반 타이틀곡 〈마요〉, 버벌 진트의 음반 Go Hard Part.1: 양가치에 참여하였다. 11월 30일에는 정규 음반의 두 번째 싱글 "We Are Going To"를 발매하였다. 현재 정규 음반 작업 중이라고 밝히며, 공연 위주 활동을 전개하였다.
2016년 5월 6일에는 코오롱스포츠와의 캠페인 일환으로 작업한 무료 싱글 "BUZZIN"을 공개하였고, 5월 20일에는 첫 정규 음반 작업을 마쳤음을 알리며 싱글 "Life in Color"를 기습 발매하였다. 이어 25일 첫 정규 음반 12의 발매를 확정하며, 당초 26일에 발매하려고 하였으나 스포일러로 인하여 31일로 연기한 사실을 밝혔다. 28일에는 "Life in Color"의 뮤직비디오를 공개하였다. 또한 28일에는 라인업으로 참여한 서울재즈페스티벌에서 〈토요일의 끝에서〉를 선보였고, 이후 인스타그램을 통하여 음반의 트랙리스트를 공개하였다. 총 11곡이 수록되었으며 기존에 발매한 싱글 "Dali, Van, Picasso", "Break", "We Are Going To"는 수록되었으나 선공개한 "Life in Color"는 수록되지 않았다.
5월 31일 정오 음원 발매를 하였고, 타이틀곡 중 하나인 〈토요일의 끝에서〉는 올레 뮤직, 엠넷, 지니에서 1위를, 수록곡들은 음원 사이트에서 상위권을 기록하였다. 이어 6월 17일 보아와 함께 한 싱글 "No Matter What"를 공개하였고, 같은 날 공개된 힙합플레이야의 라디오 "황치와 넉치"에 출연해, 음반에 관한 인터뷰 및 재지팩트로서 새 음반을 작업 중이라고 밝혔다. 이어 수록곡 "January", "Time Travel"의 뮤직비디오를 공개하였으며 일리네어 레코즈로서 5주년 여름 콘서트 및 "ILLIONAIRE EVERYDAY' 공개곡에 참여하였다. IAB으로선 9월, 대림미술관 디라운지에서 전시회 《IAB INSIDE》를 가졌다. 또한 피처링 활동도 활발히 하며 12월 27일에는 MBC 에브리원 《비디오스타》에 시미 트와이스, 임슬옹, 정진운과 함께 출연하였다.

### 2017: 재지팩트 및 군입대
이후 별 다른 활동이 없던 빈지노는 3월 11일, 단독 콘서트 《Day & Night: The Last Concert in Seoul》을 진행하였고, 일리네어 레코즈, 앰비션 뮤직을 비롯한 이센스, YDG, 등이 게스트로 참여하였다. 4월 19일에는 오는 5월 29일에 현역으로 입대한다고 밝혔다. 입대 전, 자이언티, 도끼, 더콰이엇 음반에 피처링하였고 5월 22일 인스타그램 및 홈페이지를 통해 오는 29일에 재지팩트의 새 EP가 발매될 예정이라고 알렸다. 5월 27일에는 음반의 제목은 Waves Like이며 그와 함께 총 7곡이 실린 트랙리스트를 공개하였고, 28일에는 타이틀곡 "하루종일"의 티저를 공개하였다. 29일, 발매에 이어 현역 입대를 하였다. 입영 후에도 입영 전에 각기 다른 아티스트 음반 및 싱글에 피처링으로 참여한 음원들이 연이어 발매되었다.

### 2019: 전역 후 활동 복귀
2019년 2월 17일, 군 전역 후 활동 복귀하였다. 그 후에 그 기념으로 싱글 《OKGO》를 발표하였다.

### 2020 - 2021
2020년 7월, 일리네어 레코즈와 계약 종료 후 소속사 없이 활동하다가 2021년 3월 25일, E SENS, XXX 등이 소속된 비스츠앤네이티브스에 합류하였다.

## 학력
- 서종초등학교(졸업)
- 서종중학교(졸업)
- 서울예술고등학교 미술과(졸업)
- 서울대학교 미술대학 조소과(중퇴)

## 음반

### 정규 음반
- 1집 12 (2016)
- 2집 NOWITZKI (2023)

### EP
- 2 4 : 2 6 (2012)
- Up All Night (2014)

### 싱글 음반
- "Dali, Van, Picasso" (2013)
- 〈어쩌라고 (So What)〉 (2015)
- "Break" (2015)
- "We Are Going To" (2015)
- "BUZZIN" (2016)
- "Life in Color" (2016)
- "Up Up and Away" (2016)
- "OKGO" (2019)
- "Fashion Hoarder" (2019)
- "Blurry" (2019)
- "Trippy" (2023)

### 프로젝트 음반
- 피스쿨 - Daily Apartment (2009)
- 핫클립 - Hotclip Vol.1 (2010)
- 재지팩트 - Lifes Like (2010)
- 일리네어 레코즈 - 11:11 (2014)
- 재지팩트 - Waves Like (2017)

## 출연 작품

### 방송
- 2015년 Mnet 《4가지쇼》 - 도끼 편
- 2015년 JTBC 《비정상회담》 게스트 (64회)
- 2016년 KBS2 《슈퍼맨이 돌아왔다》 - 양동근 편 (특별 출연)
- 2016년 MBC Every 1 《비디오스타》 게스트 (25회)
- 2020년 tvN 《온앤오프 1》 게스트 - 스테파니 미초바와 공동 출연 (19회, 20회)
- 2021년 SBS 《꼬리에 꼬리를 무는 그날 이야기》 게스트 (시즌2, 15회)
- 2024년 유튜브 《집대성》게스트 (2 , 3회)

### 영화
| 연도 | 제목     | 역할 | 비고 |
| ---- | -------- | ---- | ---- |
| 2018 | 리스펙트 | 본인 |      |

### CF
- 삼성전자 갤럭시 A
- 그라펜